# Rosemary West
Rosemary West (* 29. November 1953 als Rosemary Pauline Letts) ist eine britische Serienmörderin. Sie wurde wegen Mittäterschaft bei zehn Morden zu einer lebenslangen Haftstrafe verurteilt.
1968 zog sie als Kindermädchen zu Frederick West und heiratete ihn 1972. Sie gebar im Laufe der Ehe mindestens acht Kinder. Die in die Ehe gebrachte Stieftochter ihres Mannes, Charmaine, tötete sie vermutlich alleine. Ihr eigenes Kind Heather wurde ebenfalls ermordet. Die sieben anderen Kinder überlebten. West war an acht weiteren Morden an Mädchen beteiligt, die in das Haus der Wests in Gloucester gelockt wurden. Weiterhin konnte ihr sexuelle Nötigung einer Frau nachgewiesen werden.
Frederick West wurde 1992 verhaftet und angeklagt; 1995 beging er Suizid. Rosemary West kam im selben Jahr wegen zehn Morden vor Gericht. Zu ihrer Verteidigung schob sie ihrem verstorbenen Mann die gesamte Schuld zu. Die Staatsanwaltschaft hingegen vermutete in ihr die eigentliche Haupttäterin und ihren Mann lediglich als Gehilfen bei den Zerstückelungen der Leichen. Die schockierenden Details der mit schweren sexuellen Folterungen begleiteten Tötungen ließen Gerüchte aufkommen, dass über die bekannten Morde hinaus zahlreiche weitere Menschen vom Ehepaar West umgebracht und anderswo verscharrt wurden.
Rose West kam 1994 vor Gericht und wurde im November 1995 zu einer lebenslangen Haftstrafe verurteilt.